# パジャマとりや
パジャマとりや（1975年12月21日 - ）は、日本の作家、元芸人。フリーランス。本名、部谷幸則。東京NSC3期生。大阪NSC13期生であったこともある。2015年9月より日本プロ麻雀連盟に所属（31期後期）。連盟G1タイトルの十段位戦や女流桜花Aリーグなどの麻雀番組の実況者としても活動している。トータルテンボス公式YouTube・SUSHI★BOYSの一員でカメラも担当。スシネームはShinobi。

## 人物
- トータルテンボスの座付きを始め、永井佑一郎、チーモンチョーチュウ、ラフ・コントロール、ブロードキャスト!!、御茶ノ水男子、相席スタートなどの数々の若手芸人と仕事をしている。吉本若手ライブで多く活動している。
- 京都の実家がパジャマ屋を営んでいたことからこの名前になった。現在そのパジャマ屋はない。
- M-1グランプリ、R-1ぐらんぷりの予選会審査員を務める。
- チーモンチョーチュウ白井がヴォーカルをするバンド糞バンドのメンバーで警備員を担当。これは楽器も弾かず、歌うこともない。
- 白井と数名のスタッフで組まれたチーム麺という企画集団が開催するライブイベントを不定期で行っている。
- 書き物が得意で、レポートなどの評価が一部で高い。
- 以前はアフロだったこともある。
- 必ず動物柄の服を着ているが、これは同期のトータルテンボスの言いつけを守り続けているためで、動物柄以外の服を着ているところを発見されると座付から外すと脅されているという楽屋ノリを2010年あたりから現在まで守り続けているためである。
- トータルテンボスが毎年開催している漫才ツアーでは、数組出てくる前説で作家ながらトリを務めている。
- 「お笑い業界のあらゆることを経験してきたため、自分がネタをやること以外全てそれなりにできてしまう。」とは本人談。
- 番組の構成を務めるROOT FIVEのイベントでMCをすることがあったり、番組に出てくる時もある。
- THEわれめDEポンの構成作家だが、CM明けのコーナー「バビィに聞け！」では病気療養中の馬場裕一プロの代わりに麻雀プロとして毎回コーナーに出演していた。24時間生放送では実況を担当したこともある。
- 日本プロ麻雀連盟では、対局の実況をやっているがこれが内外に高評価されており、ファンも多い。連盟のタイトル戦女流桜花Ａリーグの実況を担当。また、同団体の最高峰である鳳凰位決定戦の実況も担当したことがある。視聴者を飽きさせず、解説者に合わせて空気を作ることができるため、人気の実況者になっている。
- 近代麻雀2023年7月号よりコラム「パジャマとりやの芸人麻雀列伝」を連載。（2024年7月号で連載終了）

## 担当番組
- THEわれめDEポン(芸能界麻雀最強位決定戦 THEわれめDEポン 生スペシャル)(CSフジテレビONE)

- ジャンワラ(エフエム品川、2023年4月～)

- フェニックスの隠れ家(2023年～)

- トータルテンボス公式YouTubeチャンネルSUSHI★BOYS（メンバー兼カメラマン）
- 動画、はじめてみました【テレビ朝日公式】 (テレビ朝日　林美沙希　麻雀実況者への道 2023年〜)
- SDGsをテーマにしたYouTubeチャンネルそれいけ!サステナボー! （チーモンチョーチュウ白井と２人）
- ニコニコ超会議2025発表特番（ニコニコ生放送）

過去の担当番組
- よしもと下克上（TBSラジオ、2010年4月 -2014年3月 ）
- トータルテンボスのJUNKの前に聴きたまえ!（TBSラジオ、2011年1月 -7月 ）
- よしもとにいがた生ラジオ（BSN）
- チーモンチョウーチュウのるんるんラジオ（ラジオ日本）
- YOYOGI PIRATES やりすぎマンデーズ（FM FUJI）
- YOYOGI PIRATES TUESDAY MUSIC MAGAZINE（FM FUJI）
- Slash&Burn（FM FUJI）
- 水曜深夜はPSパチとも!いいじゃんか!
- プリプリプリンス
- ヨシモト∞
- 失恋保険〜女の安心保障〜
- 笑いの万博
- よしもと4WEEKS NOW
- 地元応援バラエティ このへん!!トラベラー（KYORAKU吉本・東北放送、2009年5月 - 2012年9月）
- ものまねグランプリ（日本テレビ）
- ROOTFIVE魂（ニコニコ生放送）
- ROOTFIVEのタイトル未定!!（ニコニコ生放送）
- りおみんちゃんねる（2023年6月よりメンバーとして加入）
- ジャンワラ（チャンス大城、レイザーラモンRG、雀シンガーピンフちゃんと共演、出演および構成）
- 円神YouTubeチャンネル（企画・撮影・編集）
- 麻雀プロ歌の祭典 Mリーガー軍vs歌うまプロ雀士軍 カラオケガチ対決!!（テレビ朝日）構成およびMCとして起用
- よしもとオンライン
  - よしもとオンライン 金曜2部「あいにく今日は金曜日だ、喋ろう!」（よしもと劇場、2008年12月19日 - 2009年5月29日）
  - よしもとオンライン 日曜1部「スポーツ嫌いでもかまわんよ!」（よしもと劇場、2009年6月7日 - 2009年11月1日 ）
  - よしもとオンライン 日曜1部「しのびナイトかまわん夜」（よしもと劇場、2009年11月8日 - ）

など

## 舞台脚本
- 神保町花月、アームストロング主演仮面家族など

## 冊子
- トータルテンボス読本

## DVD
- 漫才ベストライブ「しのびねぇな。かまわんよ。」
- トータルテンボス漫才ライブ アフロの森のおふざけモンキー
- トータルテンボスコントライブ ブロッコリー畑のお調子モンキー
- トータルテンボスの地上波即戦力TV〜ゴールデン編
- トータルテンボス 漫才ライブ「漫遊記」
- トータルテンボス全国漫才ライブ2013 わらおう
- トータルテンボス全国漫才ツアー2014 strelka

## 携帯サイト
- 吉本笑Roomパジャマとりやの芸人列伝
- ケータイよしもとパジャマとりやのギョーカイパラダイス

## リンク
- パジャマとりや (@pajama_toriya) - X（旧Twitter）
- パジャマとりや (@pajama_toriya) - Instagram

| スタブアイコン | サブスタブ | この項目は、まだ閲覧者の調べものの参照としては役立たない、人物に関連した書きかけの項目です。この項目を加筆・訂正などしてくださる協力者を求めています（P:人物伝/PJ:人物伝）。 |